# Route de Paris à Versailles
La route de Paris à Versailles est une voie de communication située à Saint-Cloud dans les Hauts-de-Seine.

## Situation et accès

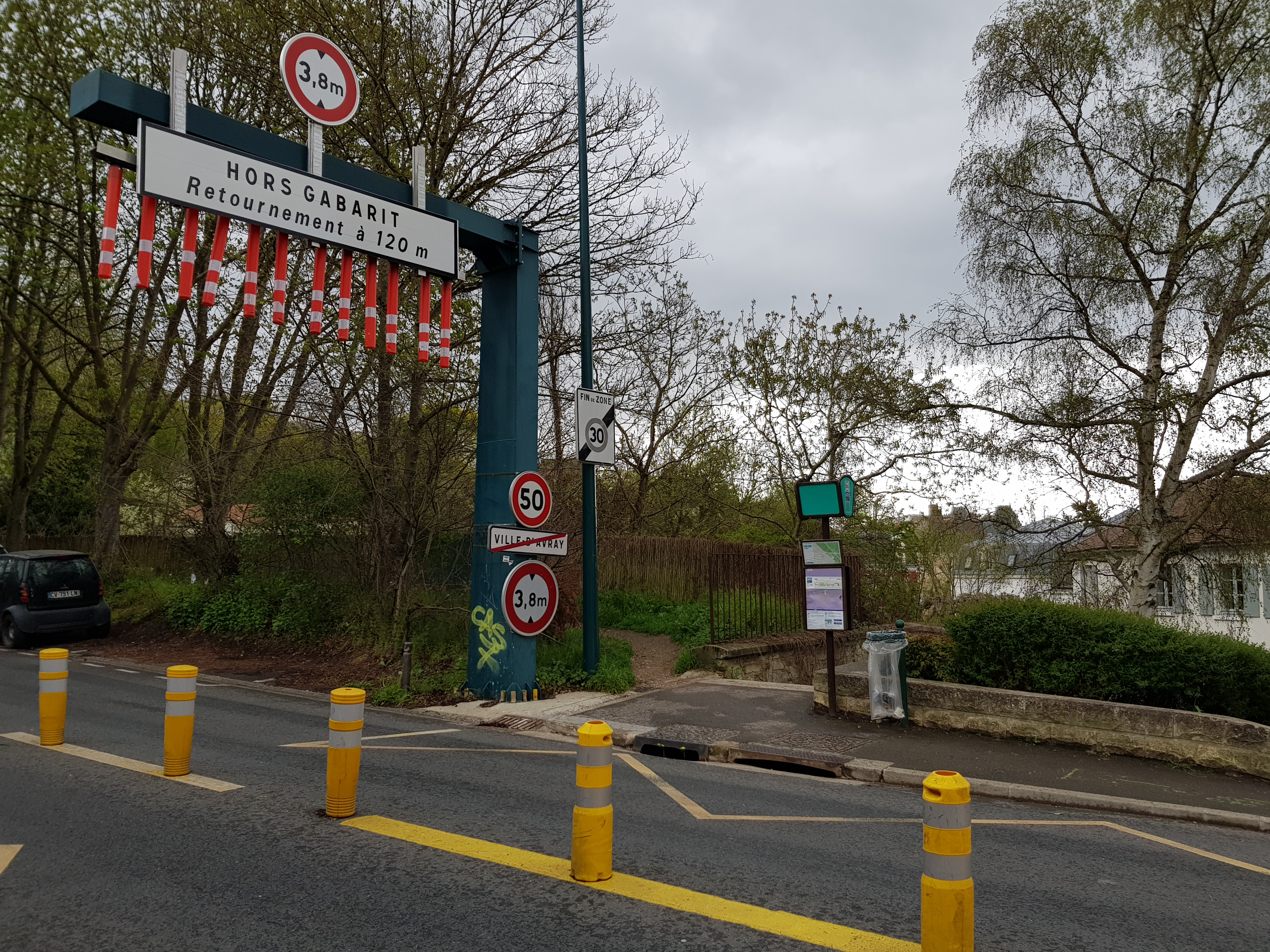
Arrêt d'autobus Pradier, direction Les Coteaux, mars 2022.

Elle fait partie de l'ancienne route nationale 185, qui traverse à cet endroit la forêt de Saint-Cloud.
En partant du sud, elle est franchie sur son parcours par une passerelle destinée aux piétons, où passe l'allée de Chamillard. Plus loin, elle passe sous l'allée de Marnes, puis sous la ligne de Saint-Cloud à Saint-Nom-la-Bretèche. Après la sortie de l'autoroute de Normandie, elle rejoint l'avenue du Général-Leclerc au-dessus du tunnel de Saint-Cloud.

## Origine du nom
Cette route est un des axes principaux menant de Paris à Versailles, qui furent établis lorsque le château de Versailles devint la résidence principale des rois de France.

## Historique

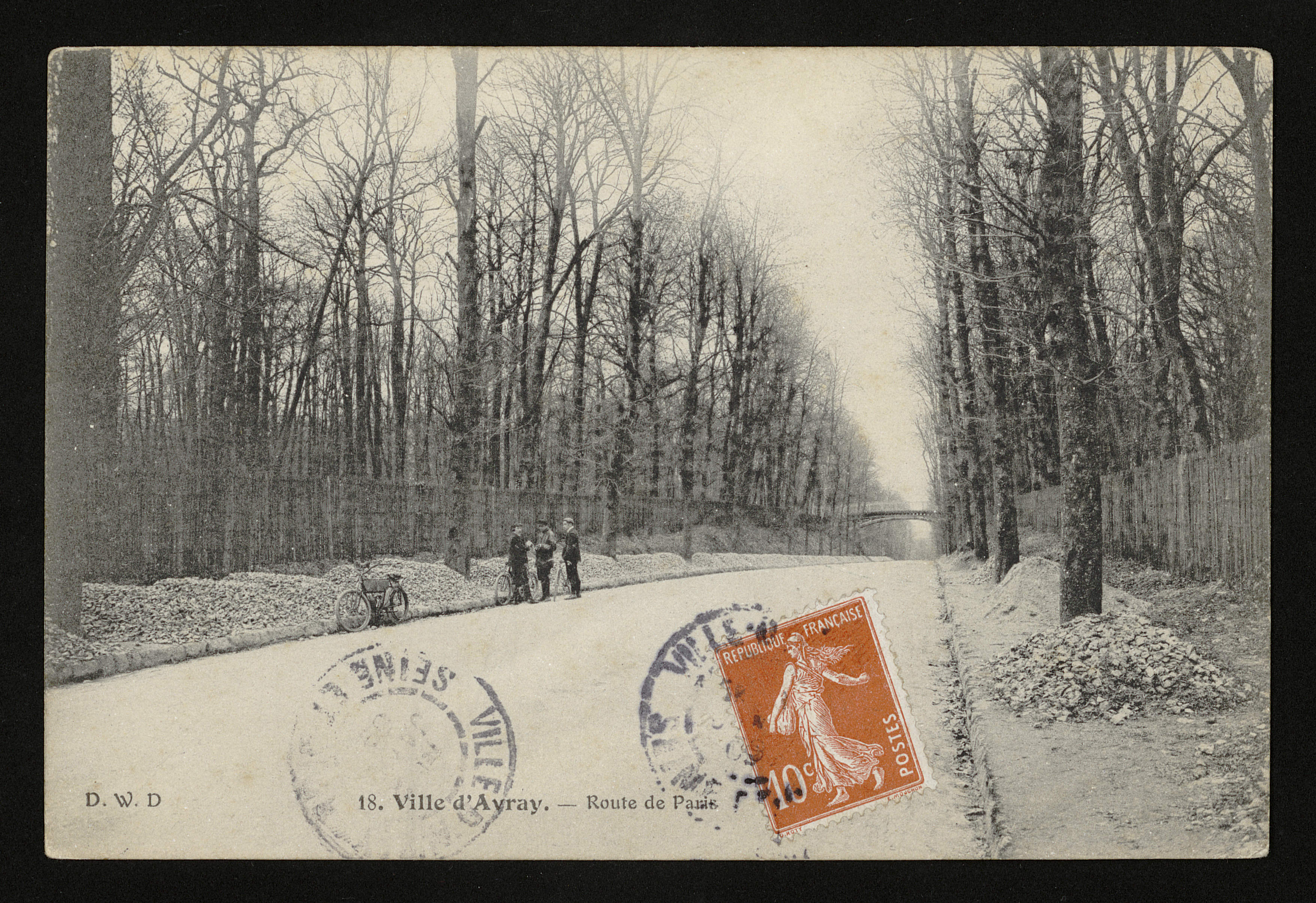
Ville-d'Avray - Route de Paris.

Elle fut délaissée lorsque Louis XIV fit construire la grande avenue de Paris à Versailles par Sèvres. Toutefois, une lettre de l'abbé de Breteuil datée du 18 août 1777, envoyée à Jules de Cotte, intendant général des Ponts et Chaussées témoigne qu'elle fut par la suite rétablie.
Le 30 mai 1871, elle fut le témoin du convoi de dizaines de milliers de prisonniers communards. Avec parmi eux le journaliste Marc-Amédée Gromier, ils étaient déplacés de la caserne de la Nouvelle-France à Versailles.
Par la suite, elle fut fréquentée dès la fin du XIXe siècle par les vélocipédistes, sport qui commença à se répandre.
À titre d'essai, elle fut pourvue en 1933 d'une installation d'éclairage à lampes à incandescence.

## Bâtiments remarquables et lieux de mémoire
- Domaine national de Saint-Cloud.